# Kohbrink

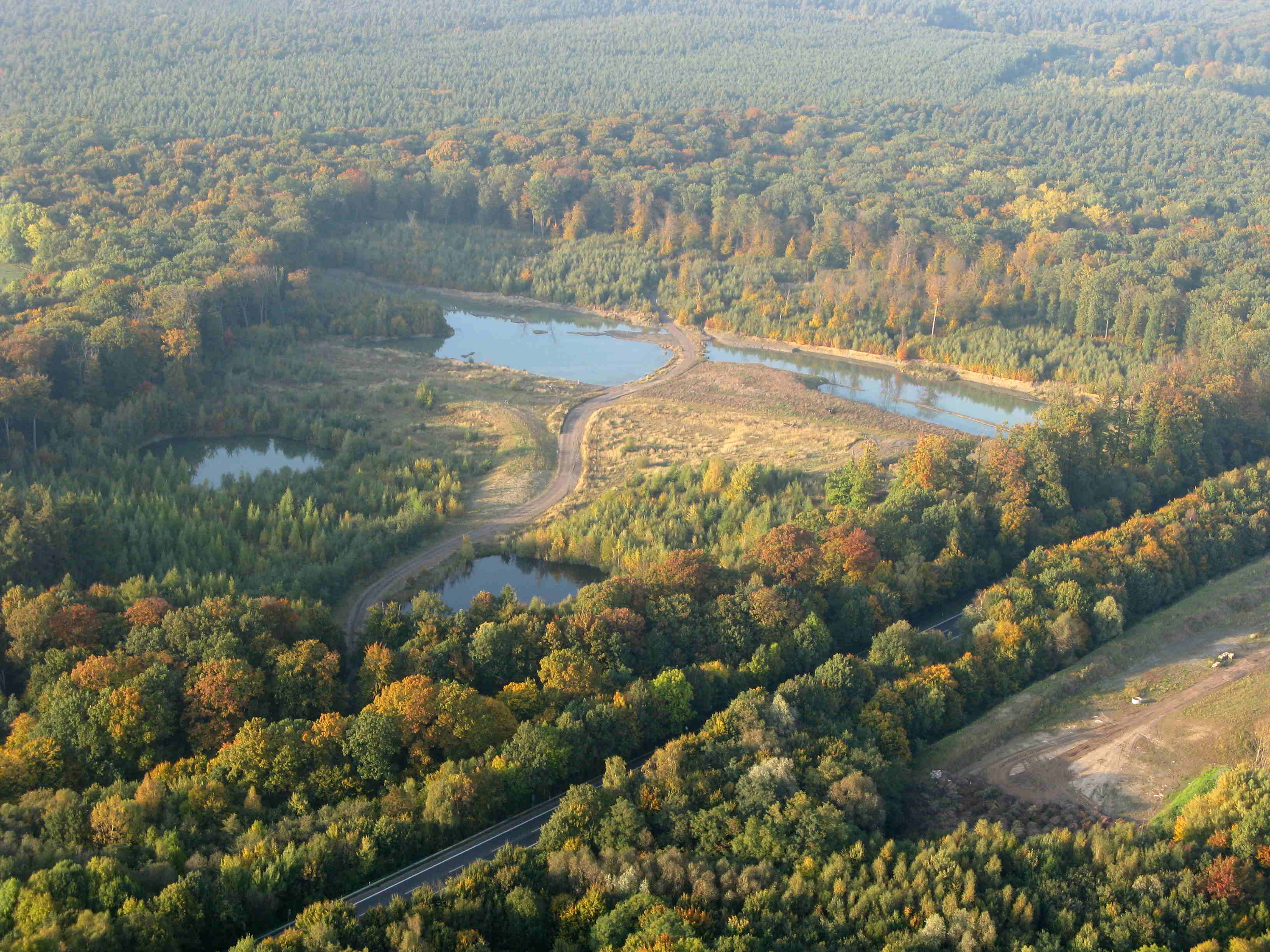
Naturschutzgebiet Kohbrink im Hintergrund NSG Heisterholz

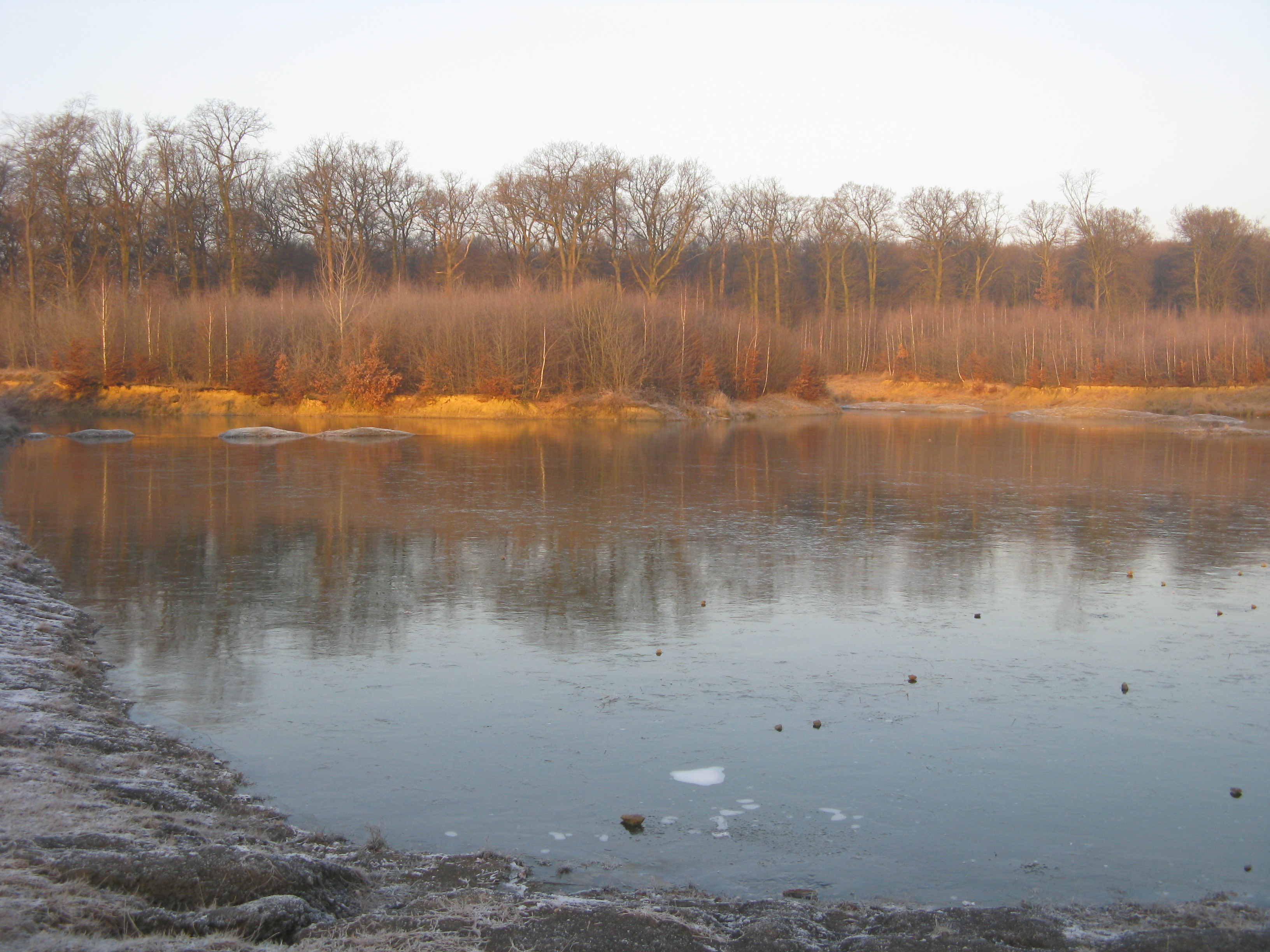
Naturschutzgebiet Kohbrink

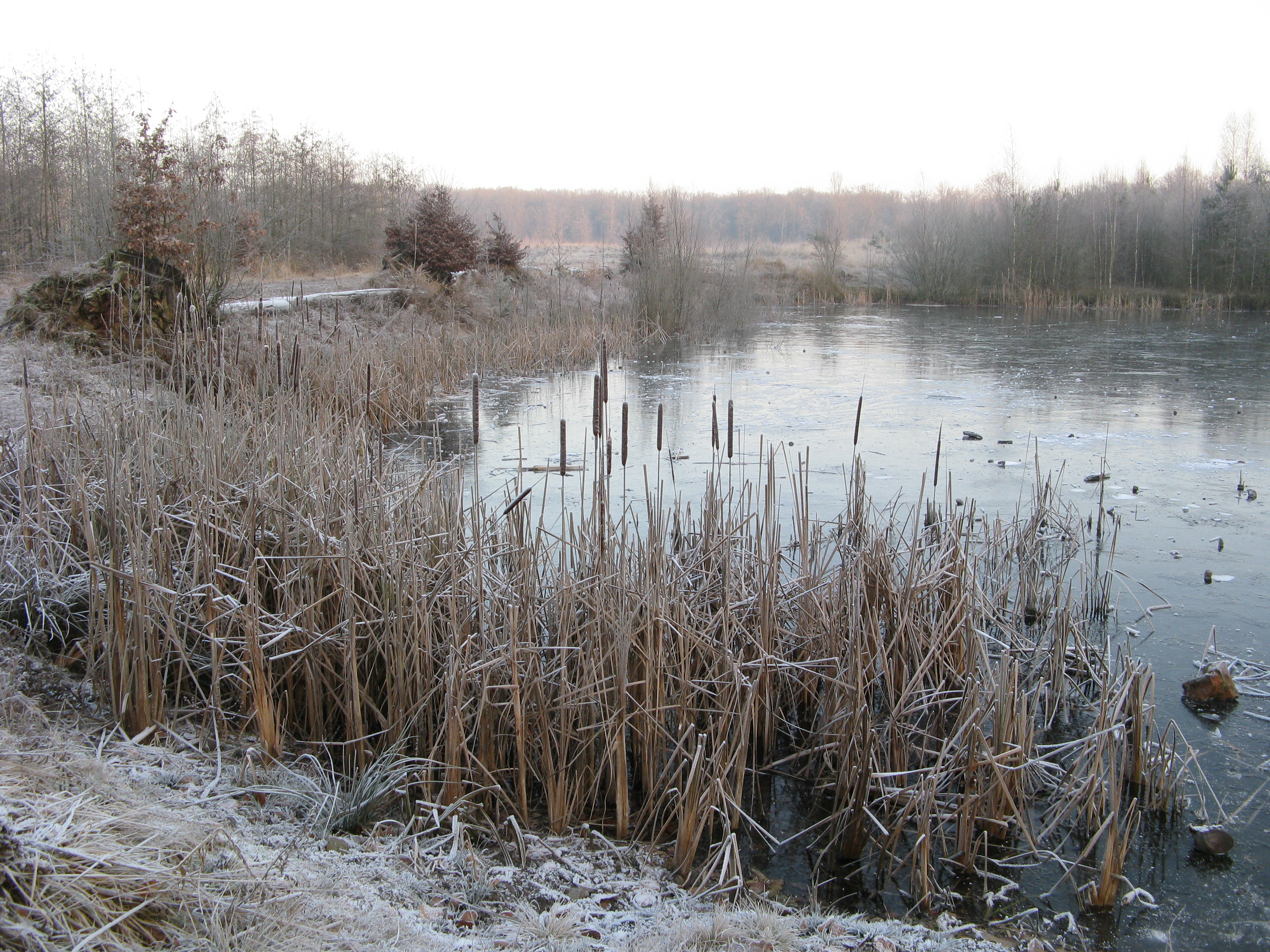
Kohbrink

Das Naturschutzgebiet Kohbrink liegt nördlich des Ortsteiles Todtenhausen der Stadt Minden und südlich des Ortsteiles Petershagen-Kernstadt der Stadt Petershagen sowie westlich der Bundesstraße 61. Das Gebiet ist rund 86 Hektar groß und wird unter der Nummer MI-066 geführt.
Durch die Unterschutzstellung sollen innerhalb des großflächigen Waldkomplexes Heisterholz die alten Eichenwälder auf Sandböden und die Stieleichen-Hainbuchenwälder als Lebensraum für speziell an diese Standortverhältnisse angepasste Tiere und Pflanzen in ihrem Bestand gesichert werden. 
Besonders zu schützen sind unter anderem Erlenbruchwälder, Eschen-Erlenwälder, Quellbereiche, Röhrichte und Seggenriede sowie Mittelspecht, Schwarzspecht und Kammmolch.
Das Naturschutzgebiet Kohbrink dient der Errichtung eines zusammenhängenden Netzes besonderer Schutzgebiete als Bestandteil des FFH-Gebietes Heisterholz.